# Джерело №10 («Катерина»)
Джерело́ № 10 («Катерина») куро́рту «Трускаве́ць» — джерело мінеральної води курорту Трускавець. 

## Розташування
Розташоване у передмісті Трускавеця в урочищі Помірки, на відстані 3 км на південний схід від центральної частини Трускавця та відноситься до водозабору «Барбара». Перебуває у віданні Трускавецької територіальної курортної ради по управлінню курортами профспілок. 

## Загальні відомості
Джерело № 10 («Катерина») — це стара шахт заповнена мінеральною водою. У шахті протягом 1892 — 1912 років проводився видобуток озокериту. Поперечний переріз шахтного стовбура має розміри 2,5 х 2,5 метрів, глибина сягає 100 метрів. Після завершення видобутку озокериту надходження води в шахту досягало 264 м³ на добу, при падінні рівня на 12 метрів і 566 м³ на добу — при падінні на 26,1 метрів. 
З 1968 року це джерело № 10 не експлуатується. Аналогічна за складом вода добувається зі свердловини № 22-РГ, яку пробурили за 100 метрів на південний схід від старого джерела.
За хімічним складом вода сірководнева-хлоридно-натрієва з високою мінералізацією  (до 300 г/л), використовується в розведенні до певної концентрації (1-6% солей) для відпустки сірчано-солоних ванн у водолікарнях курорту.